# Совтерская культура
Совтерская культура или Культура Совтер (фр. Sauveterre), ранее также называлась монклюзская культура (фр. Montclusien) — европейская археологическая культура эпохи эпипалеолита, существовавшая в период 8000—7000 гг. до н. э. Название происходит от места археологических раскопок у посёлка Совтер-ле-Леманс (фр.) во французском департаменте Ло и Гаронна.
Культура занимала значительную часть западной и центральной Европы. Характерные артефакты: геометрические микролиты, углубления для пальцев на микрорубилах. Деревянные орудия отсутствуют. Имеются свидетельства совершения ритуальных погребений.

## Генетические связи
Совтерская культура постепенно эволюционировала в тарденуазскую с теми же отличительными характеристиками, а также в первую известную скандинавскую культуру Маглемозе.